# Ken Lesja
Ken Reidar Lesja (* 23. September 1980) ist ein ehemaliger norwegischer Skispringer.

## Werdegang
Lesja startete bei der Skiflug-Weltmeisterschaft 1994 in Planica, die gleichzeitig als Springen im Weltcup galt und erreichte Platz 38. Bei den Norwegischen Sommer-Meisterschaften 2002 in Trondheim erreichte er Rang 48 von der Großschanze.